# Villiers-le-Duc
Villiers-le-Duc ist eine französische Gemeinde mit 111 Einwohnern (Stand: 1. Januar 2022) im Département Côte-d’Or in der Region Bourgogne-Franche-Comté; sie gehört zum Arrondissement Montbard und zum Kanton Châtillon-sur-Seine.

## Geographie
Villiers-le-Duc liegt etwa 65 Kilometer nordnordwestlich von Dijon. Umgeben wird Villiers-le-Duc von den Nachbargemeinden Maisey-le-Duc und Vanvey im Norden, Voulaines-les-Templiers im Osten und Nordosten, Essarois im Osten und Südosten, Rochefort-sur-Brévon und Saint-Germain-le-Rocheux im Süden, Nod-sur-Seine im Westen und Südwesten, Buncey im Westen sowie Châtillon-sur-Seine im Süden.

## Bevölkerungsentwicklung
| Jahr                       | 1962 | 1968 | 1975 | 1982 | 1990 | 1999 | 2006 | 2013 |
| Einwohner                  | 140  | 129  | 112  | 100  | 118  | 135  | 125  | 88   |
| Quellen: Cassini und INSEE |      |      |      |      |      |      |      |      |

Von 2011 bis 2016 sank die Einwohnerzahl weiter um jährlich 3,3 Prozent im Durchschnitt.

## Sehenswürdigkeiten
- Kirche Saint-Jean-Baptiste, seit 1988 Monument historique
- Reste des Klosters Val des Choues, seit 1992 Monument historique
- Schloss Villiers-le-Duc aus dem 17. Jahrhundert, Monument historique seit 1997

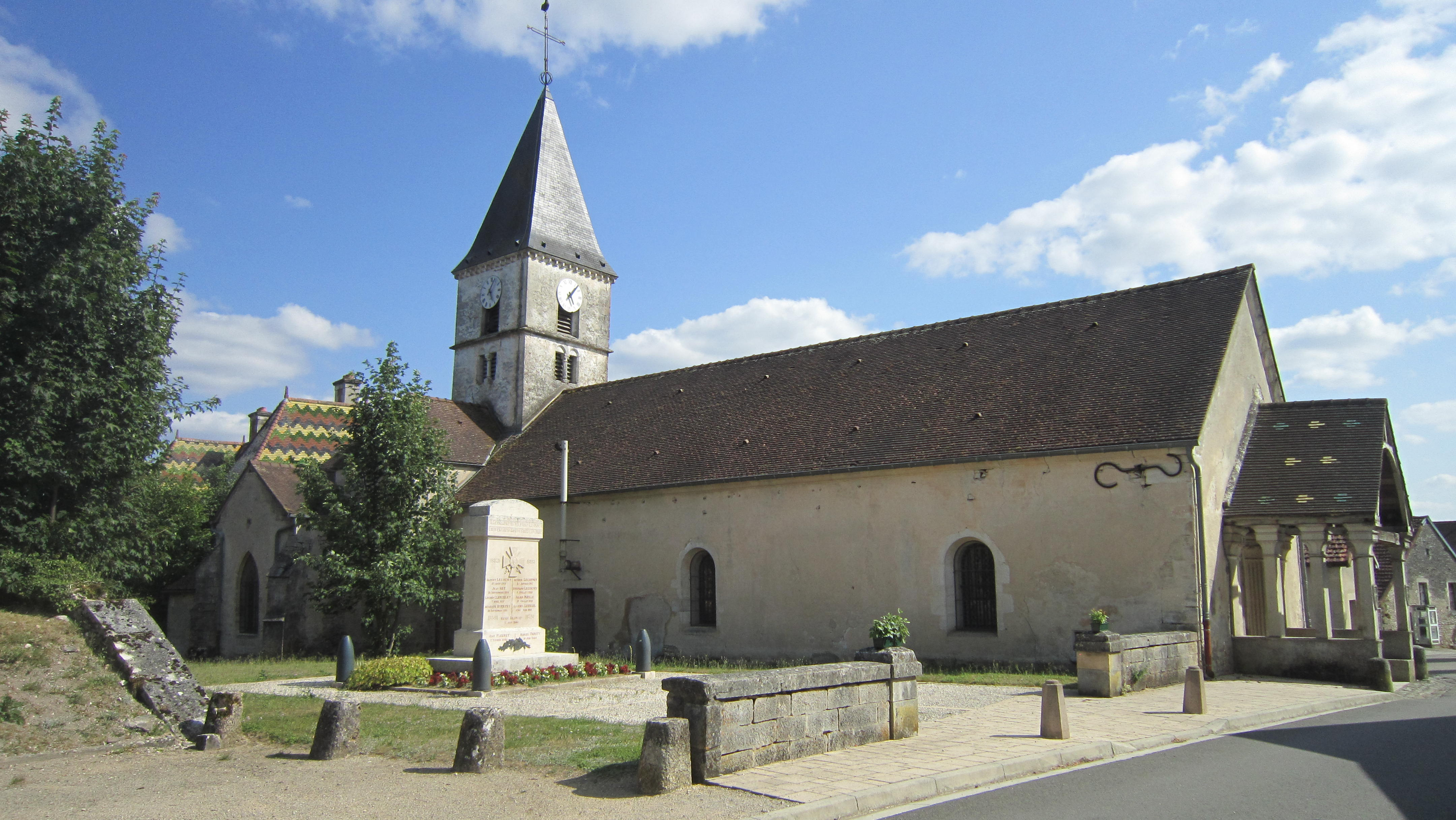
Kirche Saint-Jean-Baptiste
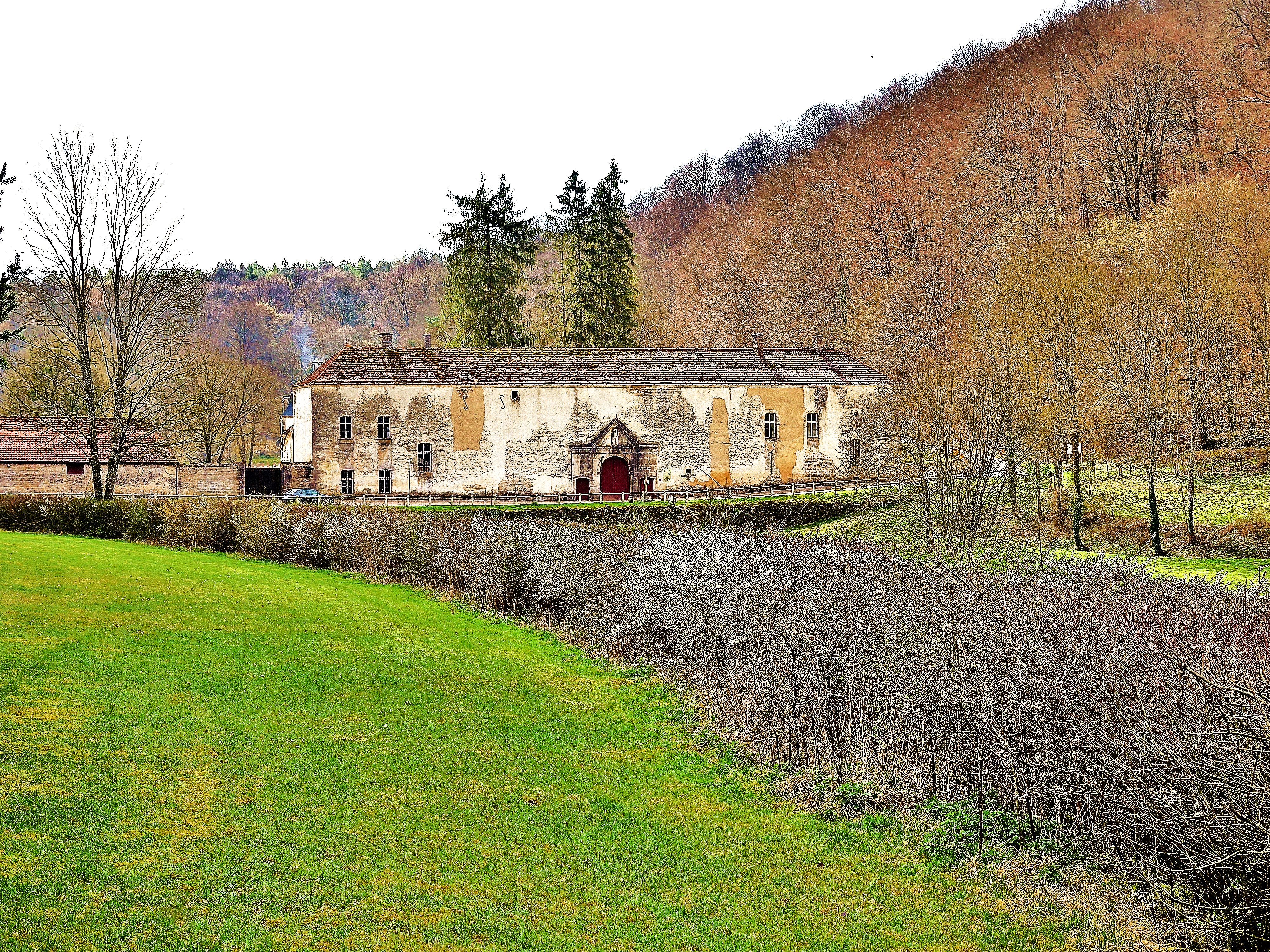
Früheres Kloster Le Val des Choues
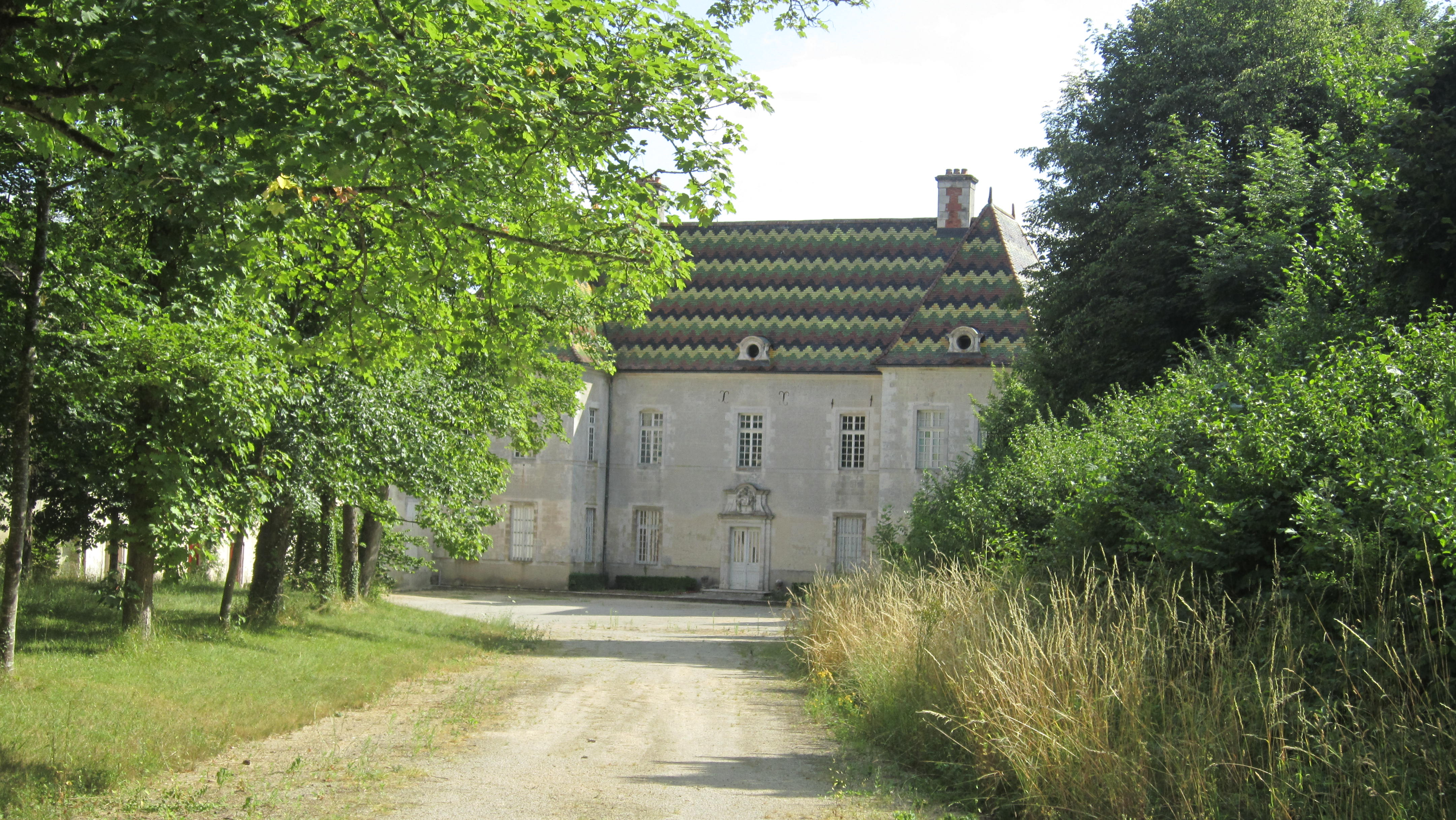
Schloss Villiers-le-Duc